# Kapetingi
Kapetingi (francosko Capétiens) so vladarska rodbina, ki je vladala Franciji od leta 987 do leta 1328. Od 1328 do francoske revolucije so Franciji vladali kralji iz rodbin Valoijcev in Burboni, oboji izvirajoč iz stranske veje Kapetingov.
Ime dinastije izvira od frankovskega kralja Huga I. imenovanega Hugo »Capet«. Njegovi predniki so bili Robertinci s prvim Robertom Močnim, mejnim grofom Nevstrije. S Karlom IV. se je končala direktna linija rodbine Kapetingov. Zaradi izglasovanja Salijskega prava 12 let pred tem, ki je uzakonil dedovanje krone le po moških potomcih, je namesto še ne polnoletne hčerke Marije zavladal sprva kot regent nato pa kot kralj Filip VI. član rodbine Valoijcev.

### Seznam francoskih kraljev iz rodbine Kapetingov
- 987–996, Hugo Capet, grof Pariški,
- 996–1031, Robert II. Pobožni,
- 1031–1060, Henrik I.
- 1060–1108, Filip I. Pravični,
- 1108–1137, Ludvik VI. Debeli,
- 1137–1180, Ludvik VII. Mlajši,
- 1180–1223, Filip II. Avgust,
- 1223–1226, Ludvik VIII. Lev,
- 1226–1270, Ludvik IX. Sveti,
- 1270–1285, Filip III. Pogumni,
- 1285–1314, Filip IV. Pravični,
- 1314–1316, Ludvik X.
- 1316–1316, Ivan I.
- 1316–1322, Filip V.
- 1322–1328, Karel IV.